# 下里站
下里站（日语：／ Shimosato eki */?）是位於和歌山縣東牟婁郡那智勝浦町大字下里，西日本旅客鐵道（JR西日本）的紀勢本線（紀國線）車站。

## 歷史

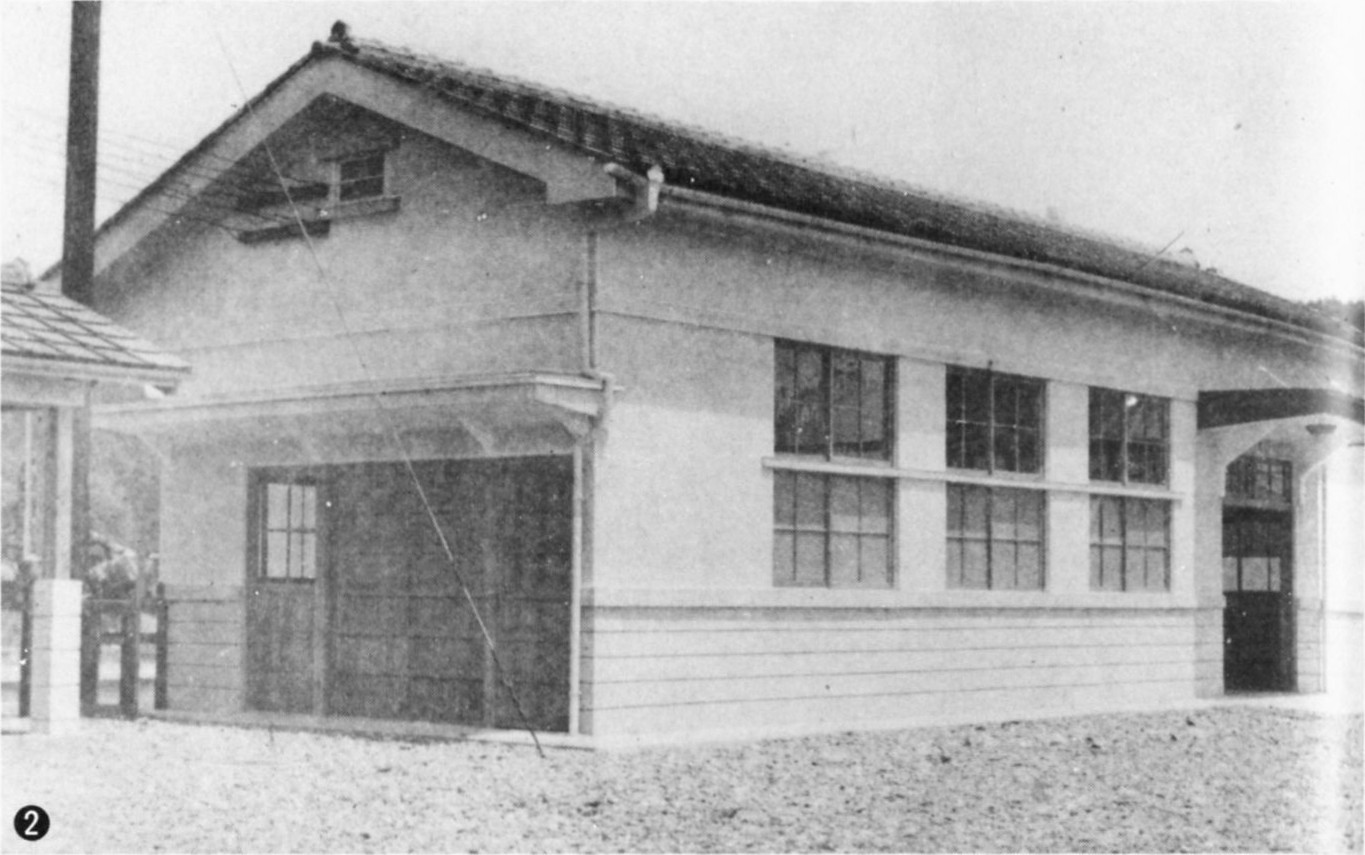
開業當初的下里站

- 1935年（昭和10年）7月18日 : 國鐵紀勢中線紀伊勝浦站至此站開通，此站啟用[1]。
- 1936年（昭和11年）12月11日 : 國鐵紀勢中線此站至串本站之間開通[1]。
- 1940年（昭和15年）8月8日 - 江住站至串本站之間開通，同時路線改名為紀勢西線[1]。
- 1959年（昭和34年）7月15日 - 三木里站至新鹿站之間開通，同時路線改名為紀勢本線[1]。
- 1985年（昭和60年）3月14日 : 成為無人車站。
- 1987年（昭和62年）4月1日 : 伴隨國鐵分割民營化，車站由西日本旅客鐵道（JR西日本）營運[1]。

## 車站構造
車站設有2面2線的相對式月台，為地上車站。車站大樓位於紀伊田邊方向的月台側，與反方向的新宮方向月台設有跨線橋連接。
車站由新宮站管理的無人車站，沒有設置自動售票機。

### 月台
| 月台 | 路線   | 方向                       |
| ---- | ------ | -------------------------- |
| 1    | 紀國線 | 串本、紀伊田邊、和歌山方向 |
| 2    | 紀國線 | 紀伊勝浦、新宮方向         |

- 以上的路線名是使用旅客資訊上的名稱（愛稱）。

## 使用狀況
以下列出近年1日平均乘車人次。
| 年度   | 一日平均 乘車人次 |
| ------ | ----------------- |
| 1998年 | 175               |
| 1999年 | 161               |
| 2000年 | 146               |
| 2001年 | 123               |
| 2002年 | 113               |
| 2003年 | 108               |
| 2004年 | 107               |
| 2005年 | 101               |
| 2006年 | 92                |
| 2007年 | 86                |
| 2008年 | 93                |
| 2009年 | 110               |
| 2010年 | 106               |
| 2011年 | 99                |
| 2012年 | 112               |
| 2013年 | 117               |
| 2014年 | 99                |
| 2015年 | 89                |
| 2016年 | 79                |
| 2017年 | 76                |

## 車站周邊
太田川從山上流至大海，在河口附近為下里村落和此站的位置。下里村落在1960年1月11日從下里町編入至那智勝浦町。在車站附近設有中學、下里古墳和下里大橋。
- 下里古墳（日语：下里古墳）（國家歷史古蹟）
- 玉之浦海灘
- 那智勝浦町政廳 下里出張所
- 新宮警署（日语：新宮警察署） 下里駐在所
- 第五管區海上保安本部 下里水路觀測所
- 那智勝浦町立下里中學
- 那智勝浦町立下里小學
- 下里郵局
- 國道42號
  - 下里大橋

## 相鄰車站
西日本旅客鐵道
 紀國線（紀勢本線）
太地－下里－紀伊浦神

## 注腳
1. 1 2 3 4 5 6  曾根悟（監修）. 朝日新聞出版分冊百科編集部（編集） , 编. . 朝日百科週刊. 25號 紀勢本線、參宮線、名松線. 朝日新聞出版. 2010-01-10: 18–21.
2. ↑  『和歌山縣統計年鑑』及『和歌山縣公共交通機關等資料集』

## 外部連結
- 下里｜車站資訊：JR出門網 - 西日本旅客鐵道